# 謎の壁 ブロックくずし
『謎の壁 ブロックくずし』（なぞのかべ ブロックくずし）は、1986年にコナミから発売されたファミリーコンピュータ ディスクシステム用ブロックくずしゲーム。タイトルの謎の字のしんにょうの点は、ディスクシステムのものが2つ、アプリのものは1つである。欧州ではNES用ソフトとして『Crackout』（クラックアウト）のタイトルで発売された。
開発はコナミ開発2課、ゲーム・デザインは後にスーパーファミコン用ソフト『ツインビー レインボーベルアドベンチャー』（1994年）などを手掛ける事となる神戸良治が担当、音楽は前沢秀憲、船橋淳、竹安弘が担当している。ゲーム内容は自機「レッドファイター」を操作し、コンピュータの自爆装置を解除して地球人が移住している惑星「セリム」を救出する事を目的としている。
『アルカノイド』（1986年）の亜流の一つであるが、ただ単にブロックを崩すだけでなく、画面内に現れる敵キャラクターを倒してアイテムでパワーアップしたり、「コナミマン」をキャッチして裏面にワープしたりすることができる。また、全面をクリアしてもそれだけではエンディングとはならず、いくつかの面に隠されているアルファベットを組み合わせて英文を作り、最終面クリア後にその英文 (MERRYCHRISTMAS) を入力しなければならないシステムとなっている。
2002年に携帯電話アプリ用としてゲーム化され、iアプリ、Jスカイ、ezplus用としてそれぞれ配信された。
ディスクシステム版はゲーム誌『ファミコン通信』の「クロスレビュー」にてゴールド殿堂入りを獲得した。

## ゲーム内容

### システム
ここではファミコン版のルールについて解説する。
ゲームは大きく4つの「ゾーン」から構成され、各ゾーンには表面が1面から11面まで、裏面が2面から10面まで（11面は表裏共通）あり、合計80の面が存在する。ゲームの途中で出現する「コナミマン」に触れると、現在の面番号からプラス1面した裏面へワープする（例：1-02表面でコナミマンに触れた場合は1-03裏面へワープ）。なお、裏面から表面へは戻れない。
画面内の破壊可能なブロックを全て破壊すれば面クリアとなる。ただし敵キャラクター「コナゴン」が登場する面では、それらもすべて倒さなければならない。また、2-11と4-11はボスキャラクター「メニーレッグス」との対決となっており、敵を倒すことで面クリアとなる。「コナゴン」および「メニーレッグス」はボールを数発ぶつけることにより倒せる。
画面内にある窓のようなものからはザコ敵キャラクター（以下ザコ）が出現し、そのザコにボールをぶつけて倒すと時々アイテムを落とすことがある。ただしザコの中にはボールが当たるとボールを一定時間口にくわえて妨害し、倒すことの出来ないものもいる。ザコは何度倒しても一定時間が経つと復活する。なお、ザコは自機に向かって攻撃してくることはない。
ボールを画面下に落とすとボールのストックが1つ減り、ボールがなくなるとゲームオーバー。また、メニーレッグス戦で自機が破壊されたときはボールが残っていてもゲームオーバーとなる。ゲームオーバー時にはゲームの進行状況をディスクカードにセーブすることが出来、次回ゲームを始めるときはクリアした面の中からプレイしたい面を選択することが出来る。
4-11をクリアするとキーワードの入力画面となり、ここで正解すればエンディングだが、不正解だと1-01から再度やり直しとなってしまう。

### ブロックの種類
ブルワァーク
普通のブロック。ボールを1発当てるだけで破壊出来る。
イエローブルワァーク
薄い黄色のブロック。ボールを数発当てないと破壊出来ない。
シルバーブルワァーク
銀色のブロック。破壊不可。
ムービングブルワァーク
左右に往復してボールを妨害する。破壊不可。
カウンターディスク
数字の書かれた円盤。最初は「0」から始まりボールが当たるごとにカウントが増えていき、「10」になると壊れる。
アップダウンウォール
一定時間ごとに出たり引っ込んだりし、ボールを妨害する。破壊不可。

### その他
「コナゴン」は同社のファミリーコンピュータ用ソフト『グーニーズ2 フラッテリー最後の挑戦』（1987年）にも登場する。

## ストーリー
西暦30XX年、地球からはるか遠くにある惑星「セリム」にて、地球人は巨大コンピュータによる生命維持装置を開発し、そしてその星に地球人たちが移り住んでいった。しかしあるとき、惑星セリムの資源を狙う異星人によって、コンピュータの自爆装置を起動させられてしまった。これを解除するには、コンピュータの入力装置に、ある14文字のキーワードを打ち込まなければならない。プレイヤーは惑星を救うため、戦闘機「レッドファイター」に乗り込み、コンピュータの内部に潜入する。

## 移植版
| No. | タイトル                    | 発売日        | 対応機種 | 開発元 | 発売元 | メディア                                  | 型式 | 備考 |
| --- | --------------------------- | ------------- | -------- | ------ | ------ | ----------------------------------------- | ---- | ---- |
| 1   | コナミのブロック崩し 謎の壁 | 2002年4月     | iアプリ  | コナミ | コナミ | ダウンロード （お得なサイト コナミ）      | -    |      |
| 2   | 謎の壁 ブロック崩し         | 2002年5月15日 | Jスカイ  | コナミ | コナミ | ダウンロード （コナミ・J-アプリ）         | -    |      |
| 3   | 謎の壁 ブロック崩し         | 2002年7月10日 | ezplus   | コナミ | コナミ | ダウンロード （コナミアプリコレクション） | -    |      |

## 音楽
サウンドトラック
- 『コナミ・ファミコン・クロニクル Vol.1 ディスクシステム編』

## スタッフ
- プログラム：松岡伸治、青山和浩
- デザイン：神戸良治
- サウンド：前沢秀憲、船橋淳、竹安弘
- 企画：R.KIZU、松岡伸治
- スペシャル・サンクス：樹下國昭、小林右一、ひかわたかひこ、おおたにまさのり
- ビジュアル・デザイン：霜出健治、きのしたまり、深沢由美子、難波和宏

## 評価
ファミリーコンピュータ版
- ゲーム誌『ファミコン通信』の「クロスレビュー」では8・9・9・9の合計35点（満40点）でゴールド殿堂入りを獲得した[11]。

- ゲーム誌『ファミリーコンピュータMagazine』の読者投票による「ゲーム通信簿」での評価は以下の通りとなっており、15.88点（満25点）となっている[9]。また、同雑誌1991年5月24日号特別付録の「ファミコンディスクカード オールカタログ」では、「ブロックくずしのニューウェーブ」、「だれもが知っているブロックくずしだが、見事にパワーアップ」、「個性的な各面を、アイテムを利用しながらクリアしていく。まさに新感覚のブロックくずしだ」と革新性に関して肯定的なコメントで紹介されている[9]。

| 項目 | キャラクタ | 音楽 | 操作性 | 熱中度 | お買得度 | オリジナリティ | 総合  |
| 得点 | 3.20       | 2.87 | 3.38   | 3.35   | -        | 3.08           | 15.88 |